# Jared L. Brush Barn
La Jared L. Brush Barn est une grange du comté de Weld, dans le Colorado, aux États-Unis. Construite en 1865, elle est inscrite au Registre national des lieux historiques depuis le 16 octobre 1991.